# 渡辺照子
渡辺 照子（わたなべ てるこ、1959年（昭和34年）5月7日 - ）は、日本の政治家・労働運動家。立憲民主党所属の練馬区議会議員（2期）。レイバーネット日本運営委員。

## 来歴
東京都新宿区出身。東京都立文京高等学校卒業。武蔵大学在学中に家を出て野宿生活をしながら第一子を出産する。シングルマザーとして働きながらスーパーのパート、保育園の給食調理、生命保険の営業などを経るが、35歳のときトリプルワークによる過労で重度のうつ病を患う。その後、株式会社地球科学総合研究所の派遣社員として約17年勤務する。
2015年8月、労働者派遣法の改正審議を行う参議院厚生労働委員会に当事者の参考人「宇山洋美」（仮名）として登壇。
2017年12月、派遣社員を58歳で雇い止めとなる。
2019年7月、れいわ新選組から参議院議員選挙の比例代表に出馬し、落選。
2021年10月、れいわ新選組から衆議院議員選挙の比例東京ブロックに比例単独で出馬し、落選。
2022年4月17日に行われた練馬区議会議員補欠選挙（定数2）に立憲民主党公認で立候補し、初当選。
2023年4月23日に執行された練馬区議会議員選挙に立憲民主党公認で立候補し、再選。

### DaiGoのホームレス差別発言に対して
2021年8月21日、メンタリスト・DaiGoによるホームレスに対する差別発言を受けて、渡辺は東京都内の講演会で「大切なのは、差別や排除の残酷性を強く認識すること」「競争的な価値観の中で自己完結しているのも彼（DaiGo）の特徴」と語った。

## 関連書籍
- 林克明『渡辺てる子の放浪記』同時代社、2021年11月1日。ISBN 9784886839091。